# AJ Executive
株式会社AJ Executive（エージェイ エグゼクティブ、AJ Executive. Inc.）は、東京都港区に本社を置く芸能プロダクション。
2023年11月設立。芸能タレントマネージメント及び育成を行う。代表は榛葉恵太。

## 所属タレント

### 男性
- 野島健矢
- 吉田拓也
- 天野旭
- 明石皓大

### 女性
- 黒瀬美月
- 牧野真鈴
- 齋藤礼